# Aeroportul Asturias
Aeroportul Asturias (IATA: OVD, ICAO: LEAS) este un aeroport din Santiago del Monte⁠(d), Castrillón⁠(d), provincia de Asturias, Asturia, Spania ce deservește zona Oviedo. Aeroportul a fost tranzitat în 2022 de 1.454.763 de pasageri. A fost deschis în 17 iunie 1968 și numit după Asturia.
Situat la o altitudine de 127 m, aeroportul dispune de 1 pistă. Este operat de ENAIRE⁠(d).

## Infrastructură

### Piste
Aeroportul dispune de o singură pistă. Pista 11/29 are suprafața de asfalt și dimensiunile 2.200 m × 45 m. 